# Aspilota miraculosa
Aspilota miraculosa är en stekelart som beskrevs av Fischer 1969. Aspilota miraculosa ingår i släktet Aspilota och familjen bracksteklar. Inga underarter finns listade.